# NGC 5061
NGC 5061 este o galaxie eliptică situată în constelația Hidra. A fost descoperită în 28 martie 1786 de către William Herschel. Se află la o distanță de 23,77 de megaparseci de Pământ.